# Blitopertha nazarena
Blitopertha nazarena is een keversoort uit de familie bladsprietkevers (Scarabaeidae). De wetenschappelijke naam van de soort is voor het eerst geldig gepubliceerd in 1878 door Marseul.